# Wilhelm von Oertzen (Generalleutnant)
Arwed Wilhelm von Oertzen (* 2. August 1843 oder 1844 in Kahren; † 3. Februar 1917) war ein preußischer Generalleutnant.

## Leben
Von Oertzen war ein Sohn des Gutsherrn Arthur von Oertzen (1803–1851) und dessen Ehefrau Karoline Annunciata (geborene Gräfin von und zu Westerhold und Gysenberg, 1810–1865). Sein Vater war Herr auf Kahren und Koppatz. Er hatte sieben Geschwister, drei Brüder und vier Schwestern.
Oertzen trat am 25. April 1861 aus dem Kadettenkorps kommend als Portepeefähnrich in das 3. Brandenburgische Infanterie-Regiment Nr. 20 der Preußischen Armee ein, wo er am 11. November 1862 zum Sekondeleutnant befördert wurde. Vom 1. Januar 1865 bis zum 31. Dezember 1866 war er Adjutant des II. Bataillons. 1866 nahm er während des Deutschen Krieges am Mainfeldzug teil und wurde vom 1. Oktober 1867 bis zum 30. September 1868 zum Schlesischen Feldartillerie-Regiment Nr. 6 abkommandiert. Am 1. Januar 1870 wurde er Adjutant des Bezirkskommandos Jüterbog. Ab 23. April 1870 diente Oertzen als Adjutant der 8. Infanterie-Brigade und avancierte Anfang Mai 1870 zum Premierleutnant. In dieser Stellung nahm er am Krieg gegen Frankreich teil, wurde am 23. Januar 1871 bei Dijon verwundet und für seine Leistungen mit dem Eisernen Kreuz II. Klasse ausgezeichnet.
Am 10. Mai 1872 folgte seine Versetzung in das 7. Pommersche Infanterie-Regiment Nr. 54 sowie seine Kommandierung vom 14. Mai bis zum 21. April 1873 (Beförderung zum Hauptmann) zum Großen Generalstab nach Berlin. Am 14. Februar 1874 wurde Oertzen Chef der 10. Kompanie und am 4. Mai 1878 Adjutant des Generalkommandos des II. Armee-Korps. Vom 7. Mai 1881 an war er persönlicher Adjutant des Herzogs Ernst von Sachsen-Altenburg. Am 30. September 1882 erfolgte seine Beförderung zum Major und ab dem 14. April 1884 war er Kommandeur des II. Bataillons des Infanterie-Regiments „Prinz Friedrich der Niederlande“ (2. Westfälisches) Nr. 15 in Minden. Am 3. Februar 1887 wurde er zum I. Bataillon des 4. Garde-Regiments zu Fuß versetzt. Seit dem 6. Mai war er als etatmäßiger Stabsoffizier eingesetzt und am 22. Mai 1889 zum Oberstleutnant befördert. Unter Stellung à la suite beauftragte man ihn am 16. Mai 1891 mit der Führung des Herzoglich Braunschweigischen Infanterie-Regiments Nr. 92. Zeitgleich mit seiner Beförderung zum Oberst am 16. Juni 1891 wurde Oertzen zum Regimentskommandeur ernannt. Vom 13. Mai 1895 bis 28. November 1898 war er als Generalmajor Kommandeur der 38. Infanterie-Brigade in Hannover. Anschließend beauftragte man ihn zunächst mit der Führung der 28. Division in Karlsruhe und kurz darauf wurde Oertzen am 17. Dezember 1898 mit seiner Beförderung zum Generalleutnant zum Kommandeur dieser Division ernannt. Dieses Kommando gab Oertzen ab und wurde daraufhin am 15. Mai 1900 zur Disposition gestellt.
Anschließend lebte er unverheiratet in Hamburg-Bergedorf.
Oertzen war Rechtsritter des Johanniterordens sowie u. a. Inhaber des Sterns zum Roten Adlerorden II. Klasse mit Schwertern am Ringe und des Sterns zum Kronenorden II. Klasse.